# 桑德捷斯基足球會
桑德捷斯基足球會（丹麥語：Sønderjyske Fodbold）是一支位於丹麥哈泽斯莱乌的職業足球會，目前於丹麥足球超級聯賽角逐。
在2004年至2022年期间，俱乐部属于森讷于斯克精英体育集团（Sønderjysk Elitesport A/S）的一部分。2022年10月14日，俱乐部正式开始独立运营。

## 荣誉
- 丹麦杯
  - 冠军：2019–20
  - 亚军：2020–21
- 丹麥足球超級聯賽
  - 亚军：2015–16
- 丹麦足球甲级联赛
  - 冠军：2004–05, 2023–24
  - 亚军：2007–08

## 外部連結
- Official site （页面存档备份，存于）
- Official supporters site: SønderjyskE Fodbold Support （页面存档备份，存于）